# NGC 151
NGC 151은 고래자리 방향에 있는 정상나선은하이다. NGC 153과 동일하다.